# نيسان كوهن
نيسان كوهن (بالعبرية: ניסן כהן‏) هو لاعب كرة قدم إسرائيلي في مركز الوسط، ولد في 8 مايو 1963 في إسرائيل. شارك مع منتخب إسرائيل لكرة القدم. أما مع النوادي، فقد لعب مع نادي بني يهودا تل أبيب.

## وصلات خارجية
- نيسان كوهن على موقع قاعدة بيانات كرة القدم.إي يو (الإنجليزية)
- نيسان كوهن على موقع ناشيونال فوتبول تيمز (الإنجليزية)